# Giovanni Dragoni
Pour les articles homonymes, voir Dragoni (homonymie).
Giovanni Andrea Dragoni  (ou Draconi, né vers 1540 à Meldola, mort en décembre 1598 à Rome), est un compositeur italien de la Renaissance appartenant à l'école de Rome. Il a été élève de Giovanni Pierluigi da Palestrina, et est devenu un important compositeur et maître de chapelle à Rome de la fin du XVIe siècle. Il a laissé de nombreuses œuvres sacrées et profanes, presque toutes vocales, et a été particulièrement remarqué pour ses livres, souvent réimprimés, de madrigaux.

## Biographie
Dragoni est né à Meldola, non loin de Forlì, mais les détails de sa jeunesse sont inconnus. Il a étudié avec Palestrina, comme il est indiqué dans la dédicace de son premier livre de madrigaux (1575). L'année suivante, il a obtenu le prestigieux poste de maître de chapelle dans l'une des plus importantes églises de Rome, Saint-Jean-de-Latran, et il a conservé cette position pendant le reste de sa vie. En 1594, vers la fin de sa carrière, le Cardinal del Monte a engagé Dragoni pour surveiller les travaux effectués pour la révision du chant liturgique, entreprise faisant partie des vastes réformes consécutives au Concile de Trente. Dragoni est mort à Rome.

## Œuvres
L'œuvre de Dragoni était vaste, mais une grande partie de sa musique sacrée, conservée dans les archives de Saint-Jean-de-Latran, a été perdue, y compris un ensemble de compositions sur les Lamentations de Jérémie (ressemblant à celles d'Annibale Stabile), ainsi qu'un volume de compositions du Magnificat. Il a écrit au moins six livres de motets, dont cinq ont été perdus.
Il a publié sept livres de madrigaux à quatre, cinq et six voix, entre 1575 et 1594. Ils ont été souvent réimprimés, marque de leur popularité.
Parmi les influences qu'a subies Dragoni, on trouve celles de son professeur Palestrina, surtout au début de sa carrière, et plus tard celles du célèbre compositeur de madrigaux, Luca Marenzio. Le style de Dragoni laisse le texte toujours clairement intelligible, mais par les années 1590, sa musique montre l'importance croissante accordée au soprano et aux basses, ainsi qu'une recherche de l'unité de chaque madrigal, deux caractéristiques du style baroque en développement. En outre, il a expérimenté avec des compositions à plusieurs chœurs dans certaines de ses œuvres ultérieures, une influence plus importante de la musique vénitienne dans la musique romaine.

## Source de la traduction
- (en) Cet article est partiellement ou en totalité issu de l’article de Wikipédia en anglais intitulé « Giovanni Dragoni » (voir la liste des auteurs).